# Otohiko Kaga
Pour les articles homonymes, voir Kaga.
Otohiko Kaga (加賀 乙彦, Kaga Otohiko, né le 22 avril 1929 et mort le 12 janvier 2023) est un écrivain japonais.

## Biographie
Né à Tokyo, Kaga étudie la psychiatrie et la criminologie à l'école de médecine de l'université de Tokyo. Il travaille dans un hôpital, puis en prison avant d'aller en France en 1957 afin de poursuivre des études. Après son retour au Japon en 1960, Kaga rejoint l'enseignement universitaire en tant que professeur de psychologie à l'université de médecine et d'odontologie de Tokyo (1965-1969) et à l'Université Sophia (1969 - 1979).
Kaga a écrit plusieurs romans basés sur son temps en France, dont Arechi o tabi suru Monotachi (« voyageurs à travers le désert ») et Furandoru no fuyu (« Un Hiver en Flandres ») qui remporte le prix du ministre de l'éducation pour les nouveaux artistes en 1968 (Prix du premier roman Geijutsusenshô). Son roman Kaerazaru natsu (帰らざる夏, « Un été depuis longtemps disparu ») de 1973, sur les tragiques conséquences de l'endoctrinement militaire d'un jeune homme au cours de la Seconde Guerre mondiale est couronné du prix Tanizaki. Son roman historique de 1982 sur la Seconde Guerre Mondiale, Ikari no nai fune (錨のない船, « Un bateau sans ancre »), dont la traduction anglaise (Riding the East Wind) a reçu de bonnes critiques.
Il se consacre entièrement à l'écriture depuis 1979 et se convertit au catholicisme en 1987 à l'âge de 58 ans sous l'influence de Shūsaku Endō.
Il meurt le 12 janvier 2023.

## Principaux prix
- 1968 Prix du ministre du l'éducation pour les nouveaux artistes pour Furandoru no fuyu (« Un Hiver en Flandres »)
- 1974 Prix Tanizaki pour Kaerazaru natsu (帰らざる夏, A Summer Long Gone)[3].
- 1979 Grand prix de littérature du Japon pour Senkoku (« le Verdict »)
- 1985 Prix Jirō Osaragi pour Shitsugen (« le Marais »)
- 2011 Personne de mérite culturel